# 法泉寺 (館林市)
法泉寺（ほうせんじ）は、群馬県館林市西本町にある臨済宗円覚寺派の寺院。

## 歴史
1470年（文明2年）、足利義政の開基である。山号は当初「瑞喜山」であったが、当寺の寺宝に「黄金造りの亀」があることから、「瑞亀山」に改めたという。
その後、館林藩の藩主榊原康政によって中興された。1843年（天保14年）に火災に遭い、大半の建物が焼失した。以降幕末まで無住（住職不在）であった。明治以降に徐々に復興していった。

## 交通アクセス
- 館林駅より徒歩13分。